# Illumination (Walter Davis Jr.)
Illumination è un album del pianista jazz Walter Davis Jr..

## Tracce
1. Scorpio Rising
2. Illumination
3. Ronnie's a Dynamite Lady
4. Backgammon
5. Abide with Me
6. Crowded Elevator
7. Theme from "La Strada"
8. Biribinya Nos States
9. Just One of Those Things
10. Pranayama
11. I'll Keep Loving You

## Musicisti
- Walter Davis Jr. (pianoforte)
- Carter Jefferson (sassofono tenore)
- Charles Sullivan (tromba)
- Jeremy Steig (flauto)
- Buster Williams (basso)
- Bruno Carr (batteria)
- Art Blakey (batteria)
- Tony Williams (batteria)
- Naná Vasconcelos (percussioni, traccia 8)
- Milton Frustino (chitarra, traccia 8)